# 강천보
강천보(康川洑, 영어: Gangcheonbo)는 경기도 여주시 단현동과 강천면에 있는 남한강의 보로서 4대강 정비 사업 과정에서 부설되었다.